# Сагдієв Махтай Рамазанович
Махтай Рамазанович Сагдієв (12 травня 1929, аул Ундурус, тепер Єсільського району Північноказахстанської області, Республіка Казахстан — 25 серпня 2012, місто Алмати, Республіка Казахстан) — радянський казахський державний діяч, голова Президії Верховної Ради Казахської РСР, голова Кустанайського облвиконкому, 1-й секретар Кокчетавського обласного комітету КП Казахстану. Член Центральної Ревізійної Комісії КПРС у 1986—1990 роках. Член Бюро ЦК КП Казахстану (1989—1990). Член ЦК Демократичної партії Казахстану (1995—1999). Член Політичної ради партії «Отан» (березень 1999 — липень 2006). Депутат Верховної Ради Казахської РСР 10—11-го скликань. Депутат Мажилісу Парламенту Казахстану (1999—2004). Народний депутат СРСР у 1989—1991 роках.

## Життєпис
Народився в казахській селянській родині. З 1943 року працював обліковцем тракторно-рільничої бригади колгоспу аулу Ундурус Ленінського району Північно-Казахстанської області.
У 1950 році закінчив Семипалатинський вчительський інститут Казахської РСР.
У 1950—1951 роках — вчитель історії, завідувач навчальної частини, директор Караагаської неповної середньої школи Північно-Казахстанської області.
У 1951—1954 роках — у Радянській армії.
Член КПРС з 1953 року.
З 1955 року — інструктор Ленінського районного комітету КП Казахстану Північно-Казахстанської області, секретар партійного бюро машинно-тракторної станції (МТС) імені Ілліча Ленінського району Північно-Казахстанської області.
У 1960 році закінчив заочно Талгарський сільськогосподарський технікум Казахської РСР.
У 1961 закінчив Алма-Атинську Вищу партійну школу.
У 1961—1962 роках — секретар партійного бюро радгоспу «Явленський» Північно-Казахстанської області.
У 1962—1966 роках — директор радгоспу «Афанасьєвський» Північно-Казахстанської області.
У 1966—1970 роках — 1-й секретар Соколовського районного комітету КП Казахстану Північно-Казахстанської області.
У 1970—1971 роках — 1-й секретар Джамбулського районного комітету КП Казахстану Північно-Казахстанської області.
У 1971—1980 роках — 1-й заступник голови виконавчого комітету Тургайської обласної ради народних депутатів.
У 1980—1983 роках — міністр рибного господарства Казахської РСР.
У 1983 — січні 1985 року — голова виконавчого комітету Кустанайської обласної ради народних депутатів.
29 січня 1985 — 7 червня 1989 року — 1-й секретар Кокчетавського обласного комітету КП Казахстану.
10 березня 1989 — 22 лютого 1990 року — голова Президії Верховної Ради Казахської РСР.
З лютого 1990 року — персональний пенсіонер.
У 1990—1991 роках — член Президентської ради Казахської РСР. У травні — листопаді 1990 року — голова Комісії з питань громадянства при президентові Республіки Казахстан.
З листопада 1991 по вересень 2009 року — голова центральної ради Організації ветеранів Республіки Казахстан.
Обирався членом Ради Асамблеї народу Казахстану, членом Вищої дисциплінарної ради Республіки Казахстан (1997—1998), заступником голови Державної комісії при президентові Республіки Казахстан з питань боротьби з корупцією та дотримання службової етики державними службовцями (1998—2000), членом Національної ради при президентові Республіки Казахстан.
Помер 25 серпня 2012 року в місті Алмати.

## Родина
Дружина — Сагдієва Тукетай Зіяданівна. Мав п'ятеро дочок.

## Нагороди
- орден Леніна
- орден Жовтневої Революції
- три ордени Трудового Червоного Прапора
- орден «Першого Президента Республіки Казщахстан Нурсултана Назарбаєва» (Казахстан) (2006)
- орден «Парасат» (Казахстан) (1995)
- медалі
- Почесний громадянин міста Кокшетау
- Почесний громадянин міста Алмати
- Почесний громадянин Єсільського району Північно-Казахстанської області